# Starbreeze Studios
Starbreeze Studios AB is een Zweedse computerspelontwikkelaar en publiceerder gevestigd in Uppsala.
Het bedrijf werd opgericht in 1998 als O3 Games. In 2000 fuseerde O3 Games met het kleinere bedrijf Starbreeze Studios. In 2002 veranderde de naam van het moederbedrijf in Starbreeze Studios AB. In 2012 werd het Zweedse bedrijf Overkill Software door Starbreeze overgenomen.
In 2019 kwam het bedrijf in financiële problemen en vroeg het meerdere keren uitstel van betalingen aan.
Op 26 oktober 2020 maakte Mikael Nermark bekend dat hij per direct stopte als CEO. Nermark werd opgevolgd door Tobias Sjögren als interim-CEO.

## Ontwikkelde spellen
| Release | Titel                                              | Platform                                                                               | Opmerking                   |
| ------- | -------------------------------------------------- | -------------------------------------------------------------------------------------- | --------------------------- |
| 2000    | The Outforce                                       | Microsoft Windows                                                                      | Als O3 Games                |
| 2002    | Enclave                                            | Microsoft Windows, Xbox 360                                                            |                             |
| 2004    | Knights of the Temple: Infernal Crusade            | Microsoft Windows, Nintendo GameCube, PlayStation 2, Xbox                              | Alleen uitgegeven in Europa |
| 2004    | The Chronicles of Riddick: Escape from Butcher Bay | Microsoft Windows, Xbox                                                                |                             |
| 2007    | The Darkness                                       | PlayStation 3, Xbox 360                                                                |                             |
| 2009    | The Chronicles of Riddick: Assault on Dark Athena  | Microsoft Windows, PlayStation 3, Xbox 360                                             |                             |
| 2012    | Syndicate                                          | Microsoft Windows, PlayStation 3, Xbox 360                                             |                             |
| 2013    | Brothers: A Tale of Two Sons                       | Android, iOS, PlayStation 3, PlayStation 4, Windows, Windows Phone, Xbox 360, Xbox One |                             |